# Tlučná
Tlučná (en allemand : Tlutzna) est une commune du district de Plzeň-Nord, dans la région de Plzeň, en République tchèque. Sa population s'élevait à 3 256 habitants en 2022.

## Géographie
Tlučná se trouve à 11 km à l'ouest du centre de Plzeň et à 95 km au sud-ouest de Prague.

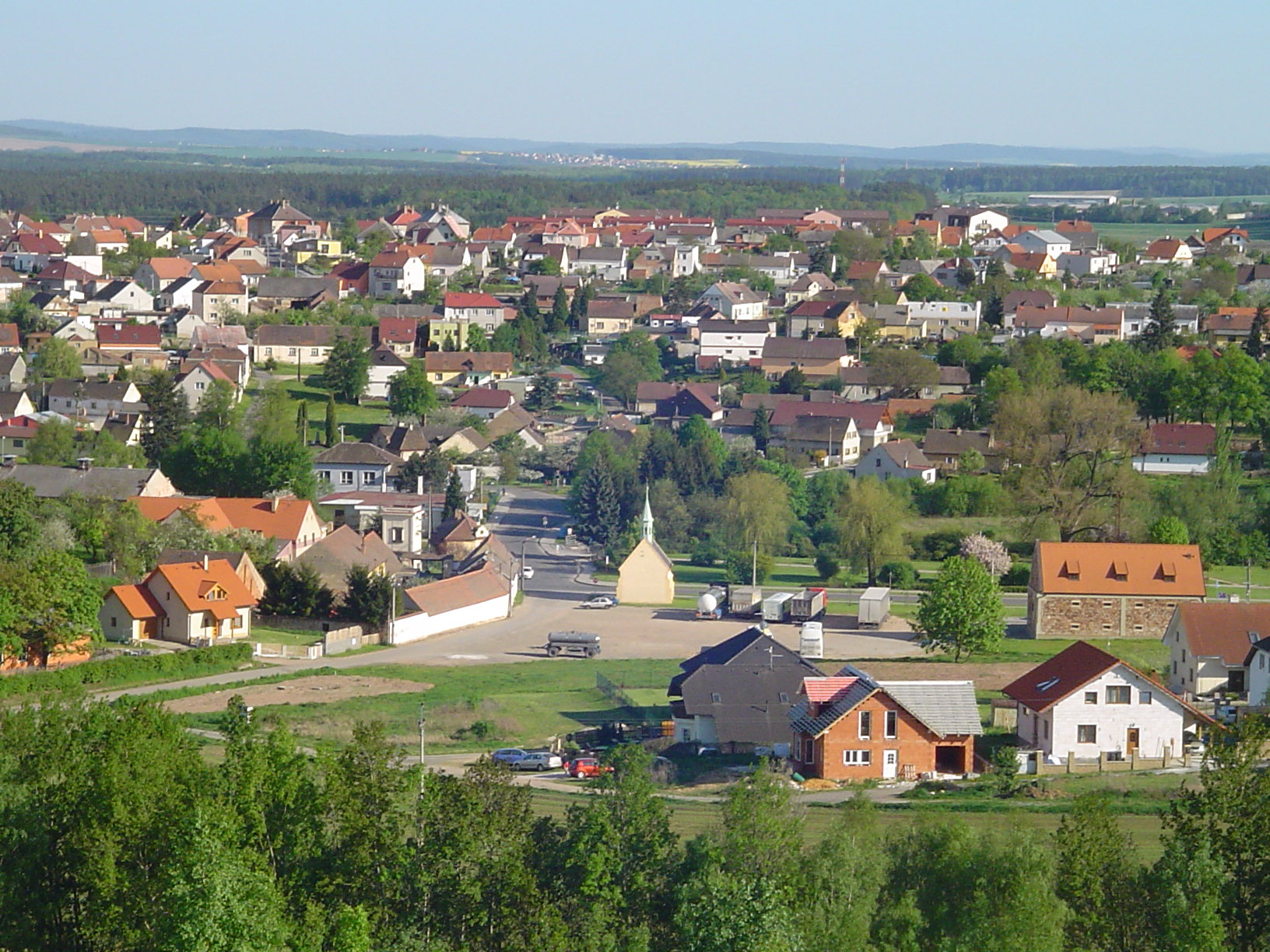
Vue générale de Tlučná.

La commune est limitée par Myslinka, Kozolupy et Vochov au nord, par Vejprnice à l'est, par Líně au sud, et par Nýřany à l'ouest.

## Histoire
La première mention écrite de la localité date de 1115.

## Transports
Par la route, Tlučná se trouve à 4 km de Nýřany, à 11 km de Plzeň et à 113 km de Prague. 